# Sella di Dobbiaco
La Sella di Dobbiaco o anche conca di Dobbiaco (Toblacher Sattel o Toblacher Feld in tedesco) è un valico alpino Italiano che separa le Alpi dei Tauri occidentali (San Candido) dalle Dolomiti nei pressi del paese di Dobbiaco.

## Geografia

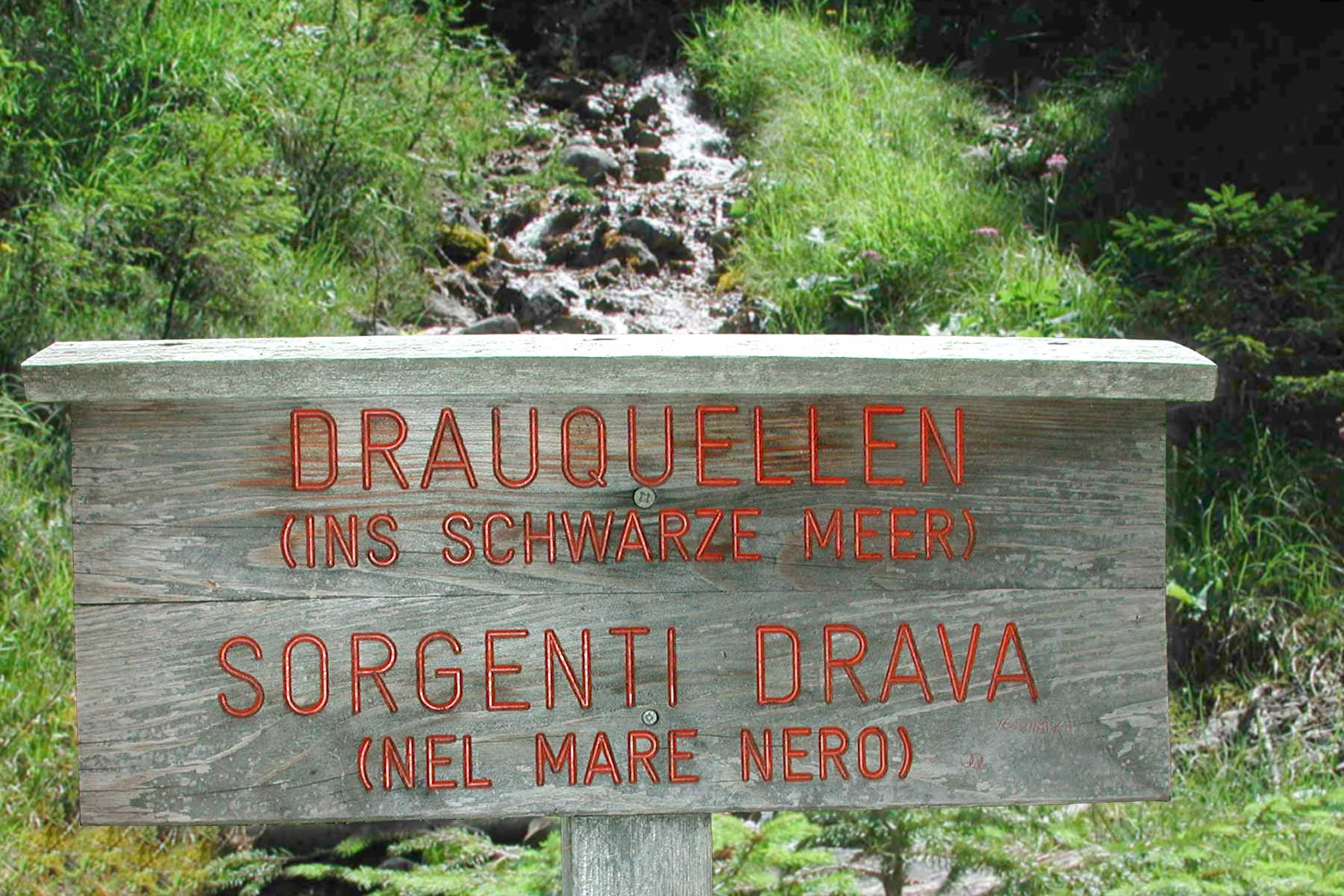
Le sorgenti della Drava

Costituisce uno dei punti di minore elevazione della linea di displuvio alpino, con i suoi 1219 metri di altitudine sul livello del mare. La valle da entrambi i lati prende il nome di Val Pusteria, sia quella percorsa dalla Rienza, tributaria dell'Isarco, affluente dell'Adige, che sfocia nel mare Adriatico, sia quella percorsa dalla Drava, affluente del Danubio, che sfocia nel mar Nero. Dalla fine dell'ultima era glaciale, circa 11.000 anni fa, la Sella di Dobbiaco rappresenta lo spartiacque tra mar Adriatico e mar Nero. Un tempo esso era situato fra San Candido e Versciaco. Il Rio Sesto, a quel tempo, fluiva verso ovest, confluendo nella Rienza, per sfociare poi nel mare Adriatico. 
Solo in seguito allo sbarramento della valle causato dalle frane detritiche precipitate dal Corno Fana, il Rio Sesto cambiò direzione verso est e da allora, attraverso la Drava, confluisce nel Mar Nero. Presso la sella sono poste le sorgenti della Drava, inizialmente un corso d'acqua molto modesto, mentre una relativamente maggiore portata ha l'affluente rio Sesto. La Drava risulta essere il fiume più lungo nascente in Italia, se non si tiene conto che la sua quasi totalità del percorso  non rientra nel territorio nazionale.

## Storia
Fino al 1918 era parte dell'impero austro-ungarico sotto il principato del Tirolo. Il Patto di Londra poneva il confine dei territori promessi all'Italia al Monte di Dobbiaco. Il confine dovrà poi piegare verso sud, attraversare il monte Dobbiaco e congiungersi all’attuale confine delle Alpi Carniche. Di fatto le truppe italiane dell'ottava armata che erano risalite dal Cadore occuparono con Sesto e San Candido anche zone che si trovano ad est della conca di Dobbiaco, e che col Trattato di Saint-Germain-en-Laye del 1919 vennero assegnate all'Italia pur essendo al di là della linea spartiacque. Fu contrario all'annessione del territorio oltre la Conca di Dobbiaco l'irredentista trentino Ettore Tolomei che fu fautore dell'italianizzazione della toponomastica dell'Alto Adige.
I veri motivi che hanno portato all'annessione delle zone ad est della Conca di Dobbiaco all'Italia non sono del tutto noti, ma si ritiene possano essere uno tra i seguenti:
- i sindaci dei comuni di Sesto e San Candido volevano rimanere insieme al resto della Val Pusteria passata all'Italia avendo avuto una storia comune.[6]
- la conca di Dobbiaco è molto meno difendibile della stretta di Prato alla Drava.[7][8]

Per tali ragioni storiche, il Confine tra l'Austria e l'Italia non è posto sulla sella, ma 12 chilometri dopo, in località Prato alla Drava, attribuendo all'Italia il comune di San Candido e quello di Sesto. Tale scelta ha fatto sì che in entrambe le località fossero costruiti degli sbarramenti difensivi appartenenti al Vallo Alpino in Alto Adige, fortunatamente mai utilizzati.
Nel 1943 fu soggetta all'amministrazione militare della Germania nazista ed inclusa Zona d'Operazione Prealpi fino al 1945, quando fu liberata dalla Resistenza italiana. 
Dopo la seconda guerra mondiale fu ventilata la possibilità di "piccole rettifiche di confine tra Italia ed Austria" comprendenti San Candido e Tarvisio, ma nel successivo trattato di Pace non se ne fece più cenno.

### Hohes Kreuz (Croce alta)

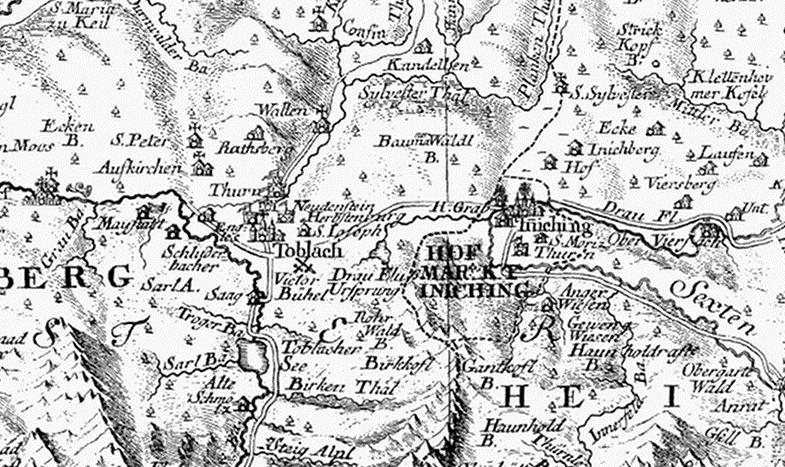
Atlas Tyrolensis del 1774, dove al centro si distingue il corso della Drava

Sul punto più alto della val Pusteria, si cita in un documento del 1307, e in seguito in una più dettagliata citazione del 1731, si trovava una croce, la Hohes Kreuz. Negli anni 1829-1830, quando fu ricostruita la strada Alemagna, fu anche eretta una croce alta 28 metri. Nel 1877 fu sostituita con un'altra alta 35 metri, con all'apice un gallo in metallo per segnalare la direzione del vento. Si sa (da riferimenti orali) che la croce cadde al suolo, o forse si spezzò, all'inizio degli anni venti, e fu quindi definitivamente rimossa con la costruzione dell'aeroporto. L'attuale croce, alta 16 metri, fu invece eretta nel 1987 dagli Schützen di Dobbiaco e da un comitato cittadino.

## Infrastrutture e trasporti
La sella è percorsa dalla Strada statale 49 della Pusteria e dalla ferrovia della Val Pusteria, una ferrovia ad un solo binario collega da fine '800 la valle. La sella è varcata anche dalla ciclabile della Drava, e dalla ciclabile delle Dolomiti.